# كنيسة مريم المجدلية
كنيسة مريم المجدليَّة (بالروسية: Церковь Святой Марии Магдалины)، هي كنيسة روسيَّة أرثوذكسيَّة تقع على المُنحدرات الغربيَّة لجبل الزيتون في مدينة القُدس. بُنيت في أواخر القرن التاسع عشر لمريم المجدليَّة تلميذة السيِّد المسيح التي ذهبت ورائه في طريقه ليُصلب وكانت الأولى التي رأته بعدما عاد للحياة. تُعتبر هذه الكنيسة واحدة من أجمل الكنائس في فلسطين.
الكنيسة جزءاً من دير القديسة مريم المجدلية (دير جثسيماني) وهي أخوية تأسست في عام 1936. كانت الكنسية تابعة للكنيسة الروسية الأرثوذكسية خارج روسيا منذ عشرينات القرن العشرين ثم أصبحت كيان كنسي مستقل حتى عام 2007 ثم أصبحت جزءاً من الكنيسة الروسية الأرثوذكسية الموجودة في موسكو.

## وصف الكنيسة
ويوجد في الكنيسة سبع قباب ذهبية حيث تعكس وهج الشمس على البلدة القديمة للقدس، كما أنها  تحتضن رفات الشهيدة القديسة بربارة والدوقة إليزابيث فيدوروفنا والتي كرست حياتها لخدمة الفقراء والمرضى الى أن تم اعتقالها وقتلها وذلك إبان الحرب البلشفية، وتضم الكنيسة بعض الذخائر العائدة للقديسة مريم المجدلية التي تمّ حفظُها في صندوق خشبي خاص. وتستقبل هذه الكنيسة أعداداً لا حصر لها من الحجاج الذين قدموا من شتى أنحاء العالم، وذلك لا سيما من روسيا ورومانيا وأميركا وأوروبا، ويوجد في الدير حوالي أربعين راهبة مكرسة والذين يقمن على خدمة الليتورجيا الأرثوذكسية المعمول بها وذلك وَفقاً للتقاليد الروسية. كما تخدم البعثة الكنسية الروسية أبناء الشعب الفلسطيني ككل ولا تزال مؤسساتها المختلفة قائمة في فلسطين إلى يومنا هذا. 

## التاريخ
أنشئ القيصر ألكسندر الثالث وإخوانه الكنيسة في عام 1888 تكريماً لوالدتهم الإمبراطورة ماريا ألكسندروفنا، صمم الكنيسة ديفيد غريم على طراز الكنائس الروسية في القرنين السادس عشر والسابع عشر، وتضم الكنسية سبع قباب بصلية مذهبة.
نفذت الجمعية الإمبراطورية الأرثوذكسية الفلسطينية بناء الكنيسة تحت إشراف وتوجيه الأرشمندريت أنتونين، لكن بنى الكنيسة نفسها المهندس المعماري كونراد شيك ثم جورج فرانجيا.
زارت الأميرة أليس أميرة باتنبرغ والدة الأمير فيليب دوق إدنبرة، الكنيسة في ثلاثينيات القرن العشرين وأعربت عن رغبتها في أن تُدفن بجوارعمتها إليزابيث أميرة هسن والراين. توفيت الأميرة في قصر بكنغهام في عام 1969، نقل رفاتها إلى سرداب تحت الكنيسة في عام 1988.

## التكريس
الكنيسة مكرسة لمريم المجدلية، تلميذة يسوع والمعروفة بأنها رسولة الرسل. يذكر الإصحاح السادس عشر من إنجيل مرقس أن أول من رأى يسوع بعد قيامته «قامَ يسوعُ فَجْرَ الأَحد، فتَراءَى أَوَّلاً لِمَرْيَمَ المِجْدَلِيَّة، تلكَ الَّتي طَرَدَ مِنها سَبعَةَ شَياطين.» (مرقس 16:9). يعتقد البعض أنها هي نفسها مريم أخت لعازر.

## صور إضافية

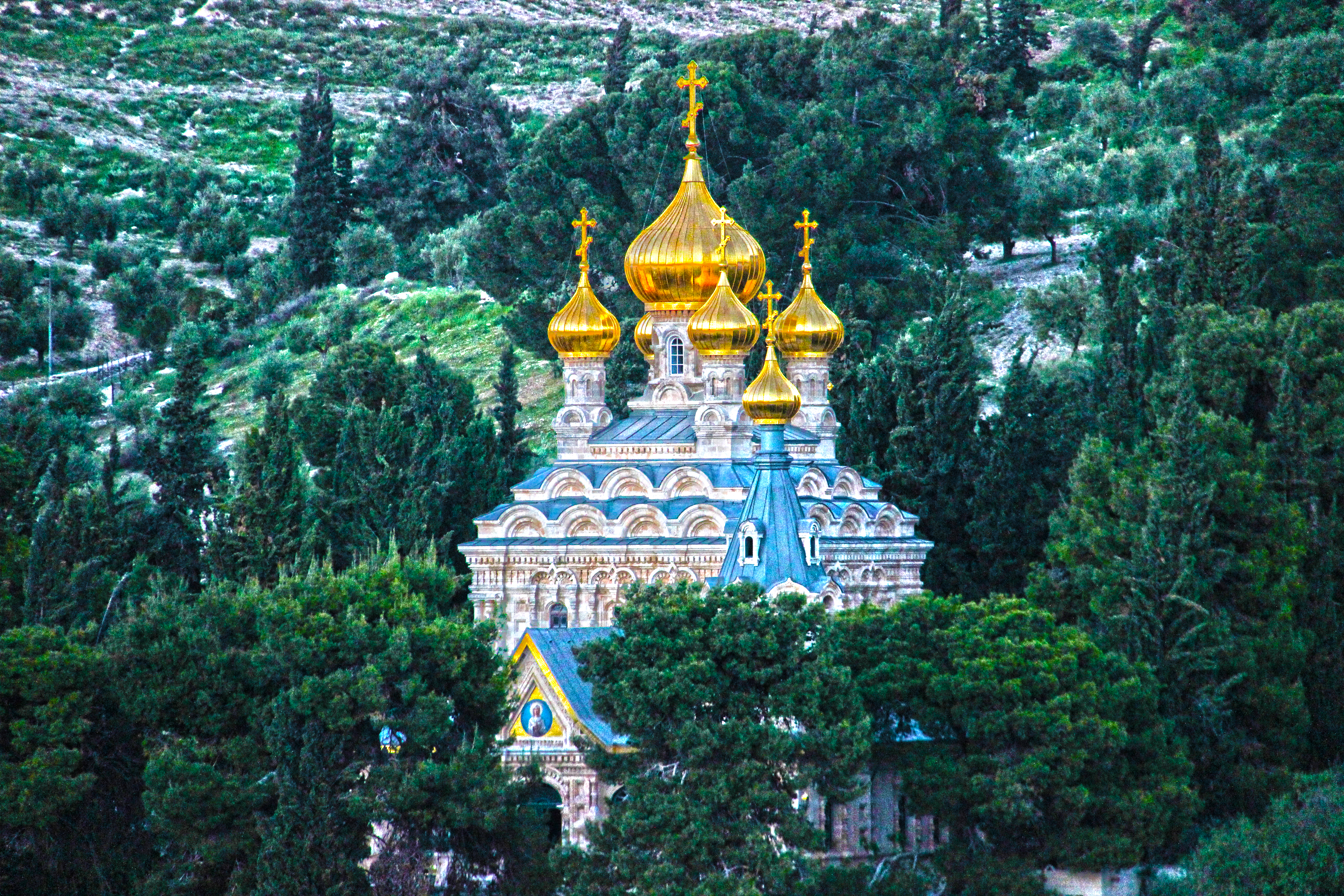
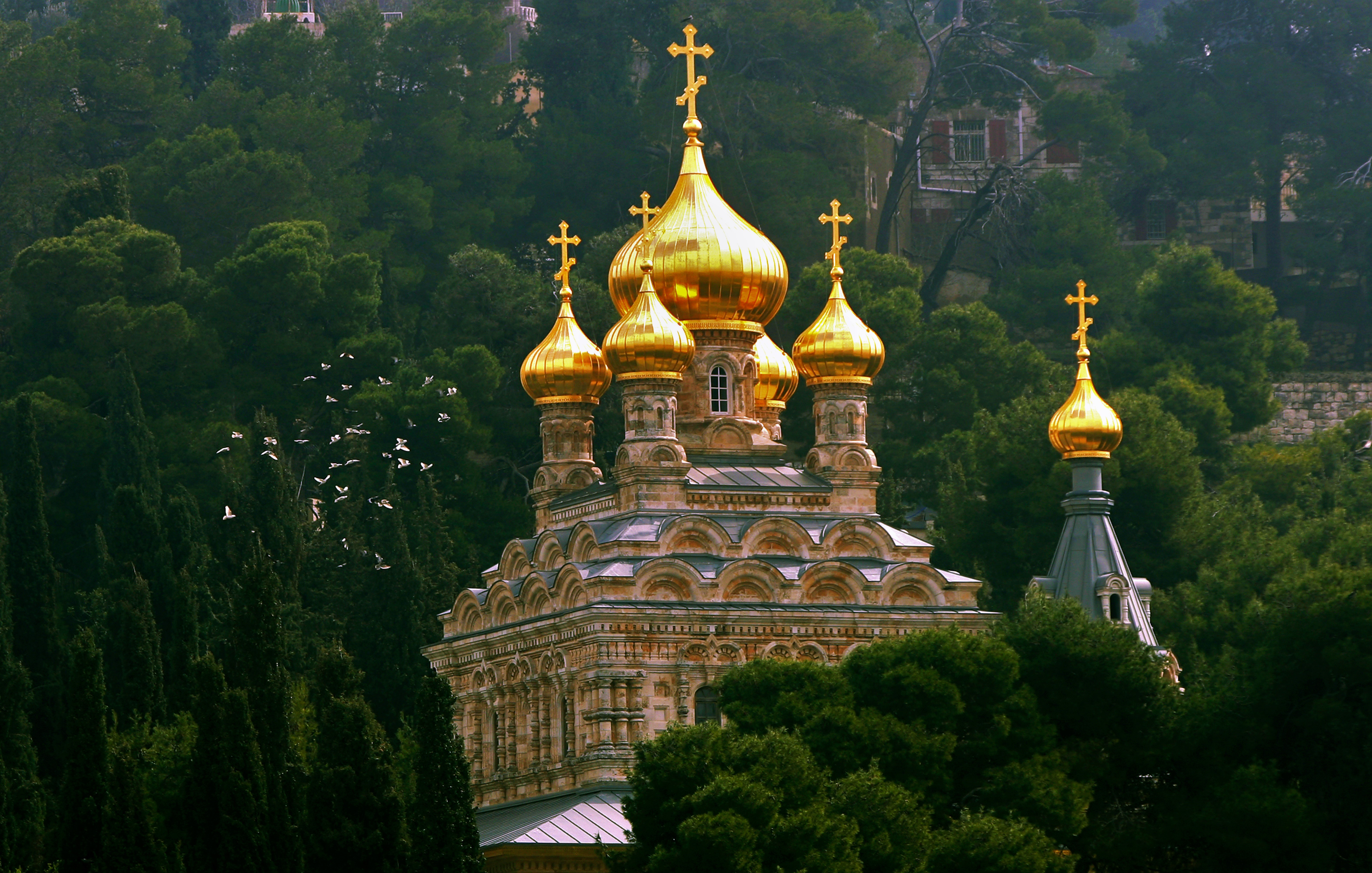

## أعلام
- أليس أميرة باتنبرغ
- إليزابيث أميرة هسن والراين